# Atletica leggera alla XXII Universiade
Le gare di atletica leggera alla XXII Universiade si sono svolte allo Stadio di Taegu, in Corea del Sud, dal 25 al 30 agosto 2003.

## Risultati

### Uomini
| Specialità | Oro                                                                        | Prestazione | Argento                                                             | Prestazione | Bronzo                                                   | Prestazione |
| 100 metri | Chris Lambert                                                              | 10"44       | Leigh Julius                                                        | 10"50       | Dejan Vojnovic                                           | 10"58       |
| 200 metri | Leigh Julius                                                               | 20"49       | Paul Hession                                                        | 20"89       | Jiri Vojtik                                              | 21"03       |
| 400 metri | Andriy Tverdostup                                                          | 46"08       | Denis Rypakov                                                       | 46"51       | Rafal Wieruszewski                                       | 46"53       |
| 800 metri | Roman Oravec                                                               | 1'48"01     | Ramil Aritkulov                                                     | 1'48"19     | Fabiano Peçanha                                          | 1'48"20     |
| 1 500 metri | Johan Pretorius                                                            | 3'42"81     | Pedro Antonio Esteso                                                | 3'42"82     | Fabiano Peçanha                                          | 3'43"91     |
| 5 000 metri | Serhiy Lebid                                                               | 13'50"94    | Jan Fitschen                                                        | 13'53"06    | Hicham Bellani                                           | 13'53"79    |
| 10 000 metri | Jan Fitschen                                                               | 29'39"47    | Abdellah Bay                                                        | 29'41"54    | Ryuichi Hashinokuchi                                     | 29'42"07    |
| Mezza maratona | Abdellah Bay                                                               | 1'04'21     | Francis Yiga                                                        | 1'05'24     | Ivan Sanchez Diez                                        | 1'05'29     |
| 3 000 metri siepi | César Pérez                                                                | 8'38"52     | Vincent Zouaoui-Dandrieux                                           | 8'39"24     | Andrey Olshanskiy                                        | 8'39"62     |
| 110 metri ostacoli | Anselmo da Silva                                                           | 13"68       | Igor Peremota                                                       | 13"75       | Park Tae-Kyong                                           | 13"78       |
| 400 metri ostacoli | Thomas Koortbeek                                                           | 48"95       | Matthew Douglas                                                     | 49"26       | Hendrick Botha                                           | 49"51       |
| 4×100 metri | Kazuki Ishikura, Shinji Takahira, Tatsuro Yoshino, Tomoyuki Arai           | 39"45       | Yevgeniy Vorobyev, Aleksandr Ryabov, Roman Smirnov, Andrey Yepishin | 39"67       | Allar Aasma, Henri Sool, Martin Vihmann, Mikk Joorits    | 39"99       |
| 4×400 metri | Volodymyr Demchenko, Yevgeniy Zyukov, Gennadiy Gorbenko, Andriy Tverdostup | 3'03"15     | Dmitrij Petrov, Andrej Semenov, Sergej Babayev, Igor Vasilyev       | 3'04"78     | Matthew Dougals, James Chatt, Bradley Yiend, Adam Potter | 3'05"54     |
| Marcia 20 km | Stepan Yudin                                                               | 1'23'34     | Vladimir Potemin                                                    | 1'23'50     | Vasilij Ivanov                                           | 1'23'55     |
| Salto in alto | Emilian Kaszczyk                                                           | 2,26        | Joan Charmant                                                       | 2,23        | Ioannis Constantinou                                     | 2,20        |
| Salto con l'asta | Oleksandr Korchmyd                                                         | 5,75        | Igor Pavlov                                                         | 5,65        | Björn Otto                                               | 5,50        |
| Salto in lungo | Valeriy Vasylyev                                                           | 8,07        | Danut Simion                                                        | 8,04        | Andrey Bragine                                           | 8,04        |
| Salto triplo | Gu Junjie                                                                  | 16,90       | Vyktor Yastrebov                                                    | 16,88       | Evgeny Plotnir                                           | 16,82       |
| Getto del peso | Andrey Mikhnevich                                                          | 20,76       | Pavel Lyzhin                                                        | 20,72       | Nedžad Mulabegovic                                       | 19,99       |
| Lancio del disco | Wu Tao                                                                     | 62,32       | Andrzej Krawczyk                                                    | 60,70       | Emeka Udechuku                                           | 60,44       |
| Lancio del martello | Ivan Tsikhan                                                               | 82,77 CR    | Péter Botfa                                                         | 74,41       | David Söderberg                                          | 72,84       |
| Lancio del giavellotto | Igor Janik                                                                 | 76,83       | Esko Mikkola                                                        | 75,82       | William Hamlyn-Harris                                    | 75,50       |
| Decathlon | Romain Barras                                                              | 8196        | Indrek Turi                                                         | 8122        | Nikolay Tishchenko                                       | 7911        |
| record mondiale; record mondiale stagionale; record africano; record asiatico; record europeo; record nord-centroamericano e caraibico; record sudamericano; record oceaniano; record delle Universiadi; record nazionale; record personale; record personale stagionale. |                                                                            |             |                                                                     |             |                                                          |             |

### Donne
| Specialità | Oro                                                                         | Prestazione | Argento                                                         | Prestazione | Bronzo                                                                           | Prestazione |
| 100 metri | Qin Wangping                                                                | 11"53       | Eniko Szabó                                                     | 11"61       | Yelena Bolsun                                                                    | 11"65       |
| 200 metri | Yelena Bolsun                                                               | 23"39       | Yekaterina Kondratyeva                                          | 23"43       | Jenice Daley                                                                     | 23"55       |
| 400 metri | Tatyana Firova                                                              | 51"81       | Mariya Lisnichenko                                              | 52"54       | Estie Wittstock                                                                  | 52"86       |
| 800 metri | Liliana Barbulescu                                                          | 2'00"06     | Anna Zagórska                                                   | 2'00"11     | Irina Vashentseva                                                                | 2'00"77     |
| 1 500 metri | Natalya Sidorenko                                                           | 4'11"69     | Johanna Risku                                                   | 4'11"88     | Malindi Elmore                                                                   | 4'12"00     |
| 5 000 metri | Eloise Poppett                                                              | 15'47"19    | Zhang Yuhong                                                    | 15'47"62    | Cristina Casandra                                                                | 15'50"44    |
| 10 000 metri | Natalia Cercheș                                                             | 33'37"05    | Alena Samokhvalova                                              | 33'40"57    | Anna Incerti                                                                     | 33'49"71    |
| Mezza maratona | Machi Tanaka                                                                | 1'13'06     | Jo Bun-Hui                                                      | 1'13'47     | Jang Son-Ok                                                                      | 1'13'55     |
| 100 metri ostacoli | Xu Jia                                                                      | 13"29       | Yevgeniya Likhuta                                               | 13"33       | Natalya Kresova                                                                  | 13"35       |
| 400 metri ostacoli | Maren Schott                                                                | 55"28       | Huang Xiaoxiao                                                  | 56"10       | Anastasiya Rabchenyuk                                                            | 56"30       |
| 4×100 metri | Chen Lisha Zhu Juanhong Ni Xiaoli Qin Wangping                              | 44"09       | Céline Thelamon Aurore Kassambara Amélie Huyghes Cécile Sellier | 44"68       | Gilvaneide de Oliveira Rosemar Coelho Neto Sônia Ficagna Thatiana Regina Ignácio | 45"79       |
| 4×400 metri | Yekaterina Kondratyeva, Tatyana Firova, Natalya Lavshuk, Mariya Lisnichenko | 3'31"63     | Marta Chrust, Ewelina Sętowska, Joanna Buza, Anna Zagórska      | 3'38"17     | Anja Neupert, Katja Keller, Annika Meyer, Maren Schott                           | 3'38"87     |
| Marcia 20 km | Tatyana Sibileva                                                            | 1'34"55     | Jiang Xingli                                                    | 1'35'52     | Tatyana Korotkova                                                                | 1'36"52     |
| Salto in alto | Dóra Gyorffy                                                                | 1,94        | Anna Ksok                                                       | 1,94        | Yelena Slesarenko                                                                | 1,94        |
| Salto con l'asta | Tatyana Polnova                                                             | 4,70 CR     | Anastasiya Ivanova                                              | 4,40        | Nadine Rohr                                                                      | 4,25        |
| Salto in lungo | Irina Simagina                                                              | 6,49        | Alina Militaru                                                  | 6,45        | Zita Ajkler                                                                      | 6,38        |
| Salto triplo | Oksana Rogova                                                               | 14,16       | Viktoriya Gurova                                                | 14,14       | Mariana Solomon                                                                  | 14,09       |
| Getto del peso | Li Fengfeng                                                                 | 18,55       | Lee Myung-Sun                                                   | 17,58       | Yelena Ivanenko                                                                  | 17,29       |
| Lancio del disco | Natalya Fokina                                                              | 63,11       | Li Yanfeng                                                      | 61,12       | Xu Shaoyang                                                                      | 58,64       |
| Lancio del martello | Liu Yinghui                                                                 | 69,05       | Gulfiya Khanafeyeva                                             | 65,12       | Agnieszka Pogroszewska                                                           | 64,27       |
| Lancio del giavellotto | Barbara Madejczyk                                                           | 56,23       | Christina Scherwin                                              | 56,08       | Mercedes Chilla                                                                  | 55,94       |
| Eptathlon | Kylie Wheeler                                                               | 6031        | Jane Jamieson                                                   | 5908        | Michaela Hejnová                                                                 | 5795        |
| record mondiale; record mondiale stagionale; record africano; record asiatico; record europeo; record nord-centroamericano e caraibico; record sudamericano; record oceaniano; record delle Universiadi; record nazionale; record personale; record personale stagionale. |                                                                             |             |                                                                 |             |                                                                                  |             |

| #      | Nazione        | Oro | Argento | Bronzo | Totale |
| ------ | -------------- | --- | ------- | ------ | ------ |
| 1      | Russia         | 8   | 12      | 10     | 30     |
| 2      | Cina           | 7   | 4       | 2      | 13     |
| 3      | Ucraina        | 7   | 1       | 1      | 9      |
| 4      | Polonia        | 3   | 4       | 2      | 9      |
| 5      | Bielorussia    | 2   | 2       | 2      | 6      |
| 6      | Germania       | 2   | 1       | 2      | 5      |
| 6      | Sudafrica      | 2   | 1       | 2      | 5      |
| 8      | Australia      | 2   | 1       | 1      | 4      |
| 9      | Giappone       | 2   | 0       | 1      | 3      |
| 10     | Francia        | 1   | 3       | 0      | 4      |
| 11     | Romania        | 1   | 2       | 3      | 6      |
| 12     | Ungheria       | 1   | 2       | 1      | 4      |
| 13     | Regno Unito    | 1   | 1       | 2      | 4      |
| 13     | Spagna         | 1   | 1       | 2      | 4      |
| 15     | Marocco        | 1   | 1       | 1      | 3      |
| 16     | Brasile        | 1   | 0       | 3      | 4      |
| 17     | Rep. Ceca      | 1   | 0       | 2      | 3      |
| 18     | Moldavia       | 1   | 0       | 0      | 1      |
| 18     | Paesi Bassi    | 1   | 0       | 0      | 1      |
| 20     | Finlandia      | 0   | 2       | 1      | 3      |
| 21     | Estonia        | 0   | 1       | 1      | 2      |
| 21     | Corea del Nord | 0   | 1       | 1      | 2      |
| 21     | Corea del Sud  | 0   | 1       | 1      | 2      |
| 24     | Danimarca      | 0   | 1       | 0      | 1      |
| 25     | Irlanda        | 0   | 1       | 0      | 1      |
| 25     | Giamaica       | 0   | 0       | 1      | 1      |
| 25     | Kazakistan     | 0   | 1       | 0      | 1      |
| 25     | Uganda         | 0   | 1       | 0      | 1      |
| 29     | Croazia        | 0   | 0       | 2      | 2      |
| 30     | Canada         | 0   | 0       | 1      | 1      |
| 30     | Cipro          | 0   | 0       | 1      | 1      |
| 30     | Italia         | 0   | 0       | 1      | 1      |
| 30     | Svizzera       | 0   | 0       | 1      | 1      |
| Totale | Totale         | 45  | 45      | 48     | 148    |